# 루나상
루나상(Luna Award)은 필리핀 영화 협회에서 영화 산업의 탁월한 업적에 수여하는 상이다. 시상식은 1983년 파사이에서 처음으로 개최되었다. 필리핀의 아카데미상이라 불리기도 한다. 2005년까지 필리핀 영화 협회(Film Academy of the Philippines)의 앞글자를 따 FAP상이라 불렸다.

## 같이 보기
- 파마스상